# جستين ريد
جستين ريد (بالإنجليزية: Justin Reed)‏ (مواليد 16 يناير 1982 في جاكسون - 20 أكتوبر 2017)، هو لاعب كرة سلة أمريكي سابق بدأ مسيرته الاحترافية في سنة 2004. تم اختياره من قبل فريق بوسطن سيلتكس خلال الدرافت. حقق المركز الثالث في الألعاب الجامعية الصيفية 2001. اعتزل اللعب في 2009.

## الميداليات
| الميدالية | المسابقة                      |
| --------- | ----------------------------- |
| برونزية   | الألعاب الجامعية الصيفية 2001 |

## روابط خارجية
- جستين ريد على موقع إن بي أي (الإنجليزية)
- جستين ريد على موقع سبورتس رفرنس (الإنجليزية)
- جستين ريد على موقع كرة السلة الأوروبية.كوم (الإنجليزية)
- جستين ريد على موقع كلية كرة السلة في سبورتس رفرنس.كوم (الإنجليزية)
- جستين ريد على موقع ريلجم (الإنجليزية)
- جستين ريد على موقع بروبوليرز (الإنجليزية)
- جستين ريد على موقع سبورتس رفرنس (الإنجليزية)